# یوسف حسین
یوسف حسین (عربی: يوسف حسين محمد) (زاده ۸ ژوئیه ۱۹۶۵) بازیکن سابق فوتبال اهل امارات متحده عربی است. 
وی عضو تیم ملی فوتبال امارات متحده عربی در جام جهانی فوتبال ۱۹۹۰ بوده است.